# イオニア式

イオニア式の柱
1.エンタブラチュア、2.コラム、3.コーニス、4.フリーズ、5.アーキトレーブ、6.柱頭、7.柱身、8.礎盤、9.ステュロバテス、10.基壇

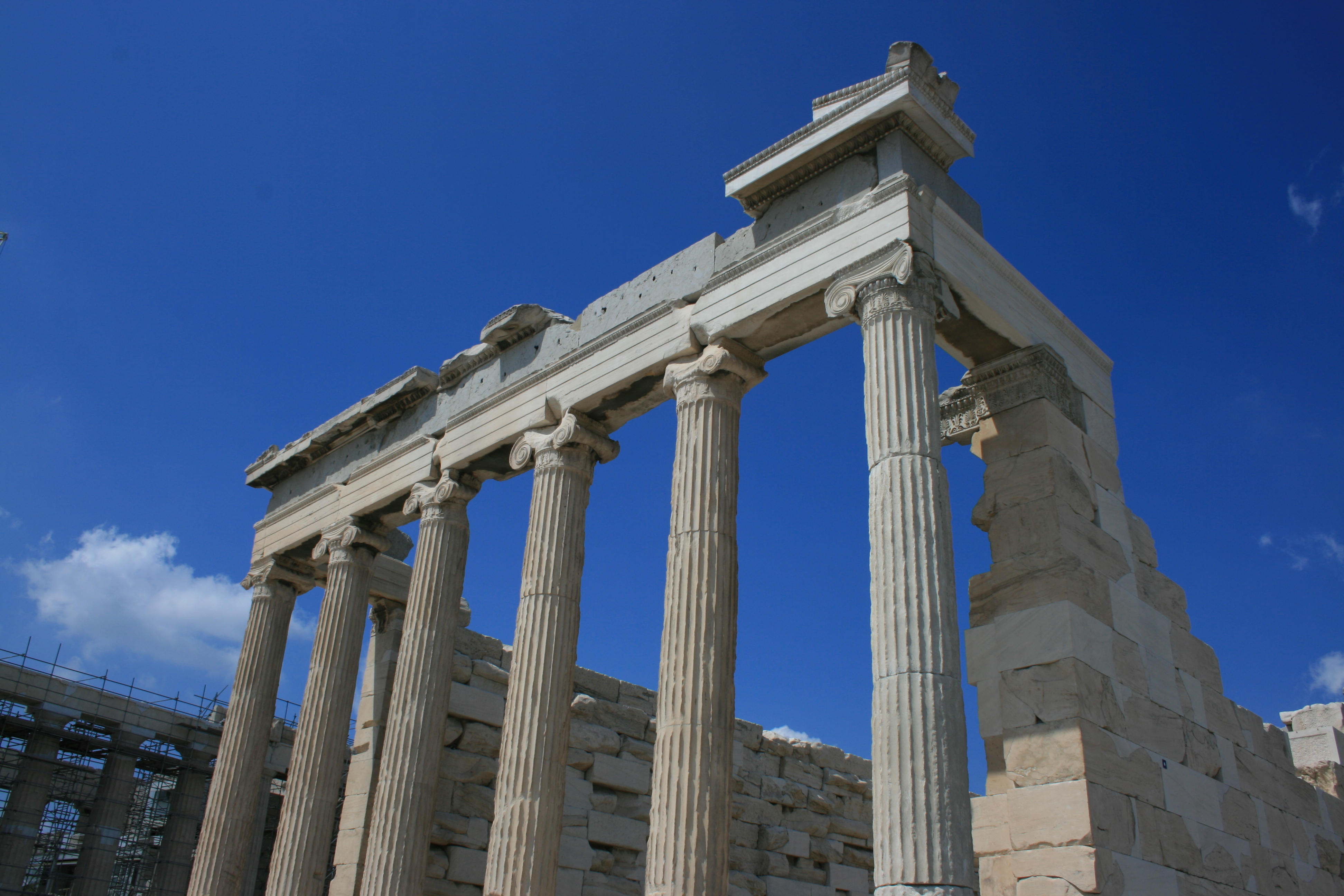
アテナイのエレクテイオン

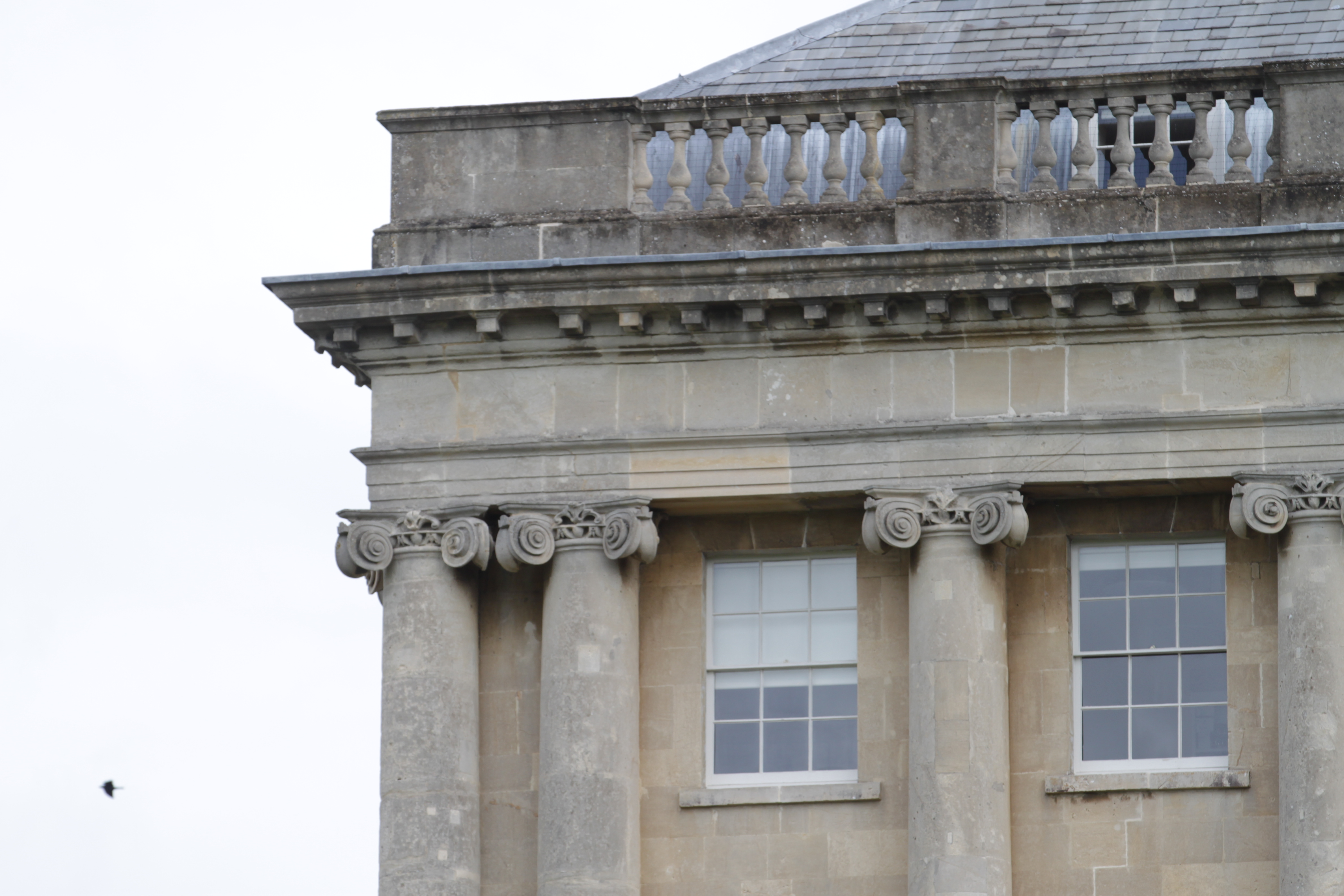
バースのロイヤル・クレセント

イオニア式（イオニアしき、または「イオニア様式」）は、古代ギリシア建築における建築様式（オーダー）のひとつで、柱の上部のキャピタル(柱頭飾）が渦巻（ヴォリュート）のものを指す。柱径：柱身＝1：8、柱身：敷桁（エンタブレチュア）成＝4：1.他に、ドーリア式、コリント式がある。ヘラ神殿（オリンピア、紀元前6世紀、正面６柱、側面18柱）が、イオニア式の一例として挙げられる。

## 概要
イオニア式のオーダーは、紀元前6世紀半ばに、イオニア人が植民した小アジアの南西沿岸及び島嶼からなるイオニア地方で誕生し、紀元前5世紀にはギリシア本土でも用いられるようになった。
イオニア式が用いられた最初の大神殿は、紀元前570年 - 560年頃にロイコス（Rhoikos）によって建設されたサモス島のヘラ神殿であるが、この神殿は建設から10年も経たないうちに地震で崩壊した。紀元前6世紀のイオニア式神殿としては、他に、古代の古典古代における世界の七不思議 のひとつに数えられたエフェソスのアルテミス神殿が挙げられる。
ドーリア式の柱と異なり、イオニア式の柱では、通常、柱身は、ステュロバテスや基壇に設けられた礎盤の上に立てられる（ドーリア式では、柱身は直接ステュロバテスや基壇の上に立てられる）。イオニア式の柱頭に特徴的なのは、エキノスの上に載置され、または、エキノスから突出する、組になった渦巻き飾りである。エキノスは通常、卵鏃装飾を有している。渦巻き飾りは初期には平面的であったが、後に隅部が突出する形状となり、前面から見ても側面から見ても同じ形状に見えるようになった。
イオニア式のエンタブラチュアは、アーキトレーブ、フリーズ、コーニスの3つの部分から構成される。アーキトレーブは2または3の飾りのない帯に分かれている（3分されているものが一般的である）。その上のフリーズには豊かな彫刻が施され、コーニスには歯飾りが設けられている。ドーリア式ではトリグリフが設けられていた場所には、絵画的で、物語を表したものも多い浅浮彫りが設けられ、イオニア式の特徴となっている。
アウグストゥスの時代の建築家であるウィトルウィウスは、その著書『建築十書』においてドーリア式は頑健な男性の身体のプロポーションを有するのに対して、イオニア式はより繊細な女性の体のプロポーションを有すると述べている。

## 代表的建造物
- 日本
  - 東京国立博物館　表慶館
  - 黒田記念館
  - 三井住友銀行大阪本店ビル（旧 住友ビルディング）
  - 大原美術館
- ギリシャ
  - エレクテイオン
  - パルテノン神殿も、主としてドーリア式オーダーが用いられているが、イオニア式の要素も持ち合わせている[4]。